# Clara Martínez de Careaga
Clara Martínez de Careaga García (Madrid, 19 de enero de 1959) es una jueza española, la primera magistrada de la Sala de lo Militar del Tribunal Supremo, vocal del Consejo General del Poder Judicial, presidenta de su Comisión de Igualdad, académica correspondiente de la Real Academia de Jurisprudencia y Legislación y miembro de la Comisión Permanente de Género y Acceso a la Justicia de la Cumbre Judicial Iberoamericana.

## Biografía
De familia vasca e hija de militar, vivió su infancia y juventud en Vitoria. Cursó sus estudios superiores en la Universidad de Navarra, donde se licenció en Derecho en 1981. Está casada con el presidente del Tribunal Constitucional y anterior fiscal general del Estado, Cándido Conde-Pumpido, y tiene un hijo.

## Carrera profesional
Clara Martínez de Careaga aprobó las oposiciones a juez en 1982, a los 23 años de edad. Tras su paso por la Escuela Judicial, entonces situada en Madrid, fue nombrada juez de ingreso y ocupó su primer destino en Novelda (Alicante). Posteriormente, se trasladó a El Escorial (1983), Vitoria (1984), por ascenso, y Madrid (1986). En 1987, ascendió a magistrada, siendo destinada a Guipúzcoa, como juez de familia de San Sebastián.
En 1988, fue nombrada magistrada de la Sala de lo Contencioso-Administrativo de la Audiencia Territorial de Madrid, siendo la primera mujer que alcanzó esta Sala, y la única que se integró en el Tribunal Superior de Justicia de Madrid (TSJM), con ocasión de su creación.
Fue magistrada en la Sala de lo Contencioso-Administrativo del TSJM durante 21 años, destinada en su Sección Primera, competente, entre otras materias, en Derecho urbanístico y expropiación forzosa.
Entre otras sentencias relevantes, fue ponente de la sentencia que denegó la reversión de la isla de Cabrera, reclamada por los herederos de sus antiguos propietarios privados como consecuencia de su desmilitarización, acordando que la isla se mantuviese en el dominio público por razones medioambientales. Y también fue ponente de la sentencia que estableció la indemnización correspondiente a los accionistas privados de Galerías Preciados como consecuencia de la expropiación de Rumasa.

## Magistrada del Tribunal Supremo
En septiembre de 2009 fue nombrada por el Consejo General del Poder Judicial magistrada de la Sala de lo Militar del Tribunal Supremo en sustitución del magistrado Ángel Juanes, que dejó vacante la plaza al ser nombrado en el mes abril de 2009 presidente de la Audiencia Nacional. En la votación del Pleno del Consejo General del Poder Judicial superó ampliamente la mayoría necesaria de tres quintos, obteniendo quince votos, procedentes de todos los sectores ideológicos del Consejo. En el acto de posesión fue apadrinada por José Luis Calvo Cabello, también magistrado de la Sala de lo Militar, en su calidad de miembro más antiguo de la Sala.
En su actuación en la Sala de lo Militar, Clara Careaga se ha caracterizado por defender los derechos de las mujeres incorporadas a las Fuerzas Armadas y a la Guardia Civil, en concreto en procedimientos por abuso sexual. En una sentencia de 2014 que anuló la condena a un año y cuatro meses de prisión impuesta a un brigada del Ejército de Tierra por un delito de abuso de autoridad, en su modalidad de trato degradante a inferior, por abuso sexual contra una cabo, el único voto discrepante fue el de la única juez que formaba parte del Tribunal (Clara Martínez de Careaga) y que, al contrario que sus cuatro compañeros varones (incluido el presidente de la Sala de lo Militar), votó que se confirmase la condena.

## Vocal del Consejo General del Poder Judicial

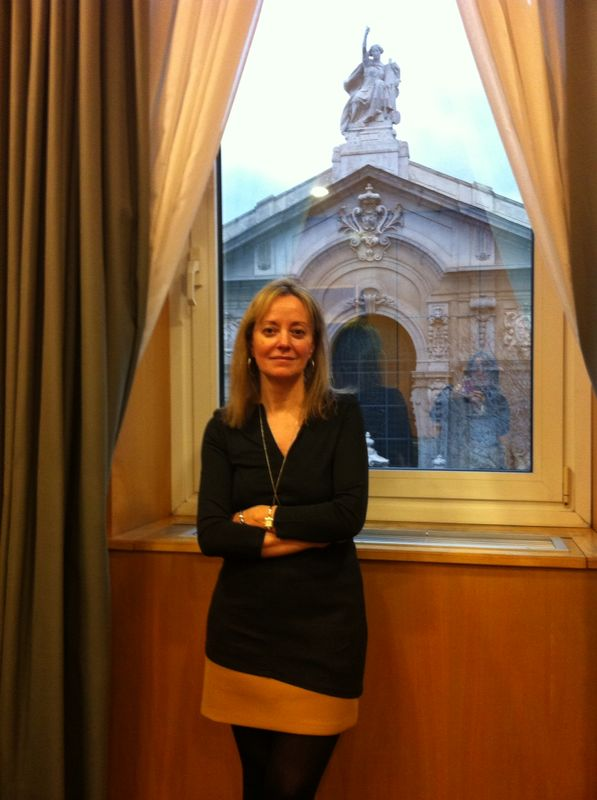
Clara Martínez de Careaga, en su despacho del Consejo General del Poder Judicial,
frente al Tribunal Supremo.

En septiembre de 2013 las Mesas del Congreso de los Diputados y del Senado recibieron el listado de 55 jueces y magistrados candidatos a convertirse en vocales del Consejo General del Poder Judicial, de entre los cuales debían elegir a doce, seis por cada cámara. Entre los aspirantes se encontraban ocho magistrados del Tribunal Supremo, incluida Clara Careaga, magistrada de la Sala Quinta del Tribunal Supremo, que presentó 99 avales, en su mayoría de magistrados del propio Tribunal Supremo, incluyendo magistrados de todas sus salas y pertenecientes a todas las corrientes ideológicas.
El Consejo General del Poder Judicial (CGPJ), según el artículo 122 de la Constitución Española, es el órgano de gobierno del Poder Judicial de España. Su principal función es velar por la garantía de la independencia de los jueces y magistrados frente a los demás poderes del Estado.
El 26 de noviembre de 2013 el Congreso de los Diputados eligió a Clara Careaga vocal del Consejo General del Poder Judicial con una votación favorable de más del noventa por ciento de la Cámara, a consecuencia de un amplio acuerdo apoyado por la mayoría de los grupos parlamentarios. El 4 de diciembre tomó posesión ante el Rey, en el Palacio de la Zarzuela, y en el primer pleno del Consejo, celebrado esa misma tarde, propuso como presidenta del Tribunal Supremo y del Poder Judicial a la magistrada del Tribunal Supremo, Pilar Teso, siendo la primera vez que una mujer era propuesta formalmente en el pleno del CGPJ para la presidencia del Tribunal Supremo. Finalmente fue elegido presidente Carlos Lesmes.

### Presidenta de la Comisión de Igualdad
En el Pleno del Consejo General del Poder Judicial celebrado el 20 de diciembre de 2013, Clara Careaga fue elegida presidenta de la Comisión de Igualdad.
Conforme al art. 610 de la LOPJ, reformada en 2013, la Comisión de Igualdad estará integrada por tres vocales, y será presidida por quien ostente mayor antigüedad en el ejercicio de su profesión jurídica. Le corresponde asesorar al pleno sobre las medidas necesarias o convenientes para integrar activamente el principio de igualdad entre mujeres y hombres en el ejercicio de las atribuciones del Consejo General del Poder Judicial y, en particular, le corresponde elaborar los informes previos sobre impacto de género de los reglamentos y proponer medidas para mejorar los parámetros de igualdad en la carrera judicial.
Asimismo corresponde a la Comisión de Igualdad el estudio y seguimiento de la respuesta judicial en materia de violencia doméstica y de género, sirviéndose para ello del Observatorio contra la Violencia Doméstica y de Género o de cualquier otro instrumento que se pueda establecer a estos efectos.
En el pleno del 27 de febrero de 2014, Clara Careaga defendió la candidatura de la presidenta de la Audiencia Provincial de Madrid, Ana Ferrer, como magistrada de la Sala Segunda del Tribunal Supremo, resultando elegida. Ana Ferrer es la primera mujer que accede a la Sala de lo Penal del Supremo. El siete de abril, Ana Ferrer tomó posesión en el Salón de Plenos del Tribunal Supremo actuando como madrina la magistrada Clara Martínez de Careaga.
Las vocales Clara Martínez de Careaga y Nuria Díaz propusieron en el Pleno de 29 de mayo que cuidar de los hijos o de parientes impedidos o con graves enfermedades puntúe como mérito para presentarse al concurso-oposición para obtener una plaza de letrado del Consejo General del Poder Judicial, en el nuevo reglamento que ambas redactaron para su aprobación por el pleno. La finalidad de esta medida de promoción positiva es impedir que las mujeres sean discriminadas al aspirar a dichos puestos, al encontrarse en inferioridad de condiciones para completar los puntos necesarios para acceder al mínimo exigido en el concurso, mediante la asistencia a cursos, jornadas y congresos, por la dificultad que la atención a la familia genera para desplazarse. Se ha comprobado estadísticamente que son las mujeres juristas, más que los hombres, las que recurren a permisos, colocando sus carreras profesionales entre paréntesis cuando se encuentran en alguna de las mencionadas situaciones, es decir, cuando son madres o tienen que ocuparse de parientes con graves dificultades. Si la dedicación a estas actividades no supone un parón completo en la trayectoria profesional, y puntúa atender a los hijos o a los parientes más cercanos impedidos o enfermos, las autoras de la propuesta estiman que se eliminará un factor de discriminación indirecta. Una vez superada la fase inicial del concurso de méritos, que no tiene numerus clausus, la aprobación de la fase de oposición se producirá en estricta igualdad.
La propuesta se aprobó por dieciocho votos a favor, uno en contra -de la vocal Carmen Llombart, autora del informe del sector conservador sobre el aborto- y una abstención, la del vocal Vicente Guilarte.

El 20 de junio de 2014, Clara Martínez de Careaga, como presidenta de la Comisión de Igualdad del Consejo General del Poder Judicial (CGPJ), clausuró en la Universidad de Las Palmas de Gran Canaria (ULPGC) el primer curso celebrado en España para la concesión del título de experto en estudio y tratamiento de la violencia de género. En ese acto, la vocal inició su discurso diciendo "La humanidad tiene dos alas: una es el hombre, otra la mujer. Mientras no se consiga que esas dos alas sean iguales, la humanidad no podrá volar".

### Actividades como vocal del Consejo General del Poder Judicial

#### Informes
Reforma del Aborto.- En el pleno celebrado el 16 de junio de 2014, los Vocales Clara Martínez de Careaga, Pilar Sepúlveda, Roser Bach, Álvaro Cuesta, Mar Cabrejas, Victoria Cinto, Rafael Mozo y Concepción Sáez, emitieron un voto particular contra el anteproyecto de reforma de la ley del aborto, presentado por el ejecutivo. El voto particular pide la retirada del anteproyecto porque "nos aleja del sistema general implantado en los países de nuestro entorno", "supone un retroceso" respecto a la igualdad y los derechos de las mujeres, vincula la interrupción voluntaria del embarazo al control del Estado y penaliza conductas que el Tribunal Constitucional ha declarado admisibles. Finalmente, el proyecto fue retirado por el gobierno, lo que dio lugar a la dimisión del Ministro de Justicia, Alberto Ruiz Gallardón.
Reforma de la Ley Orgánica del Poder Judicial.- El 25 de junio de 2014, Clara Martínez de Careaga, Roser Bach, María Victoria Cinto Lapuente, Rafael Mozo, Concepción Sáez y Pilar Sepúlveda, vocales progresistas del Consejo General del Poder Judicial (CGPJ), pidieron al pleno del Consejo, en un escrito conjunto, que «instase» al Gobierno a la retirada del anteproyecto de reforma de la Ley Orgánica del Poder Judicial promovida por el Ejecutivo sobre el que debe informar el Poder Judicial. Estos vocales consideran que el anteproyecto «diseña un nuevo modelo que choca frontalmente con los mandatos constitucionales sobre el poder judicial» y vulnera los principios que deben regir las determinaciones de los jueces, que son los de independencia, predeterminación legal, inamovilidad, responsabilidad y sumisión únicamente al imperio de la ley.
Voto particular al informe sobre la reforma de la LOPJ, como Presidenta de la Comisión de Igualdad.- El informe cuenta con un voto particular significativo de la Presidenta de la Comisión de Igualdad, Clara Martínez de Careaga, quien cuestiona que se pida la supresión de la norma que atribuye a una mujer la Presidencia de la Comisión de Igualdad. Arranca con dureza esta Vocal al criticar este aspecto del informe, acusando a la mayoría conservadora del Consejo de "suprimir las fastidiosas limitaciones legales para poder nombrar a quien nos interese". Para Martínez de Careaga, esta propuesta no es conveniente, pues dada la infrarepresentación de la mujer en los ámbitos de responsabilidad del Poder Judicial, sigue siendo necesaria la presencia de una mujer al frente de la Comisión de Igualdad: Prueba de ello es que de las cuatro comisiones del Consejo, solo una está presidida por una mujer, precisamente por imperativo de la norma legal vigente. No parece procedente, que en vez de reparar esta discriminación, el informe lo que solicite sea cambiar la norma para que también esta Comisión esté presidida por un hombre.
El 13 de octubre de 2015 el Pleno del CGPJ aprobó por unanimidad la creación de un registro central de delincuentes sexuales para prevenir este tipo de delitos cuando afectan a los menores. El registro incluirá los datos identificativos del delincuente y su perfil genético. Y tendrán acceso a él los jueces penales y civiles en materia de familia y las administraciones competentes en materia de protección a la infancia. El informe fue elaborado por la vocal Clara Martínez de Careaga.

#### Apoyo a la independencia judicial
Oposición a la sanción impuesta a Magistrados de la Audiencia Provincial de Sevilla.- En febrero de 2014, Clara Martínez de Careaga, junto a los Vocales Juan Martínez Moya, Pilar Sepúlveda, Fernando Grande-Marlaska y Concepción Sáez, se opuso al acuerdo del Pleno del Consejo General del Poder Judicial que sancionó con 10 días de suspensión a los Magistrados de la Sección Primera de la Audiencia de Sevilla por una falta disciplinaria muy grave de desatención, consistente en haber desoído a la Sala Penal del Tribunal Supremo. La oposición a esta sanción se fundamentaba en que los términos en los que estaba formulada la sanción impuesta afectaban a la independencia judicial de los Magistrados sancionados. Posteriormente el Tribunal Supremo dio la razón a los vocales discrepantes, y anuló la sanción impuesta.
Apoyo al Juez del Caso Nóos.- Los vocales Clara Martínez de Careaga, Roser Bach, Victoria Cinto, Rafael Mozo, Concepción Sáenz y Pilar Sepúlveda, del sector progresista del Consejo General del Poder Judicial, pidieron el 29 de junio de 2014 a la Comisión Permanente del Consejo que actuase contra el fiscal del caso Nóos, Pedro Horrach, por las «imputaciones» realizadas contra el juez Castro en su recurso frente a la imputación de la infanta Cristina. Solicitaron que la Comisión Permanente exigiese al Ministerio Público el respeto y la lealtad institucional «debidos» a la labor de jueces y magistrados. La Permanente atendió la petición, si bien con un pronunciamiento muy moderado.
Apoyo a los Magistrados de la Audiencia Nacional.- El nueve de diciembre de 2014, seis vocales de la minoría progresista del Consejo General del Poder Judicial, incluida Clara Martínez de Careaga, solicitaron a la Comisión Permanente del órgano de gobierno de los jueces que saliese públicamente en defensa de la independencia de cuatro magistrados de la Audiencia Nacional, ante las "descalificaciones personales y profesionales muy graves" a que "se están viendo sometidos por algunos poderes públicos" tras su decisión de aplicar la Decisión Marco de la Unión Europea sobre ejecución de sentencias penales europeas.
Voto particular contra la sanción impuesta al Magistrado Santiago Vidal.- En enero de 2015 Clara Martínez de Careaga, junto con otros siete vocales, formuló un voto particular contra la sanción de tres años de suspensión impuesta al Magistrado de la Audiencia Provincial de Barcelona, Santiago Vidal, en el que se señala que la ideología es un "problema privado", que las ideas que se profesan no pueden someterse a enjuiciamiento y que nadie, tampoco los jueces, puede ser discriminado en razón de sus opiniones.
Nueva petición en defensa de la independencia de los Magistrados de la Audiencia Nacional.- En marzo de 2015 Clara Martínez de Careaga, junto a otros cinco vocales progresistas del Consejo General del Poder Judicial (CGPJ), volvieron a pedir a la Comisión Permanente de este órgano, que diese una «respuesta firme y directa» a los ataques vertidos desde los medios de comunicación a los tres Magistrados de la Sección Primera Audiencia Nacional, por su criterio en la aplicación de la Decisión Marco sobre ejecución de penas, y la sentencia dictada sobre el acoso al Parlamento de Cataluña.

#### Denuncia por discriminación por razón de género en los nombramientos discrecionales del Consejo
Clara Martínez de Careaga, Presidenta de la Comisión de Igualdad del Consejo, formuló un voto particular, apoyado por otros seis vocales, denunciando discriminación por razón de género en los nombramientos discrecionales del CGPJ, y concretamente en el nombramiento de Presidente del Tribunal Superior de Murcia. El voto particular sostiene que la candidata rechazada superaba al elegido en todos los requisitos que recogían las bases de la convocatoria. Los vocales críticos advierten de que las mujeres ya son mayoría en el ámbito de la judicatura y, sin embargo, su acceso a los puestos de relevancia, que depende de nombramientos discrecionales, sigue siendo “desproporcionadamente bajo”. De los 15 Presidentes de Tribunales Superiores de Justicia, solo una es mujer. “Y cuando una Magistrada con antigüedad y prestigio sobrados para ocupar una de estas Presidencias lo solicita, se ve relegada por un candidato varón que ocupa un lugar más de mil puestos inferior en el escalafón y carece de la más mínima experiencia en órganos colegiados”
La solicitante recurrió ante la Sala Tercera del Tribunal Supremo, que el 10 de mayo de 2016 dictó sentencia anulando el nombramiento realizado por el Pleno del Consejo General del Poder Judicial por falta de motivación. El 26 de mayo el Pleno del Consejo reiteró el nombramiento del magistrado varón, motivándolo en atención a que pese a que sus méritos objetivados fuesen inferiores, el plan de actuación presentado para su etapa presidencial era superior al de la solicitante mujer, añadiendo que las reglas para la promoción de la mujer solo resultan aplicables cuando los méritos de los candidatos son similares, pero en el caso actual, pese a la mayor antigüedad de la solicitante y su mayor experiencia en órganos colegiados, el Pleno consideraba que el solicitante varón tenía mayor habilidad para la dirección y coordinación de recursos humanos. La Vocal Clara Martínez de Careaga volvió a emitir dos votos particulares, suscritos ambos por cinco vocales, señalando en el primero que la decisión del Tribunal Supremo debería haber sido cumplida por el Pleno, anulando el nombramiento anterior y publicando dicha anulación en el Boletín Oficial del Estado, y solo después de ello, en otro Pleno diferente, podría haberse procedido a deliberar sobre un nuevo nombramiento. El segundo voto calificaba de arbitrario este segundo nombramiento. El Pleno de la Sala de lo Contencioso administrativo desestimó este segundo recurso por sentencia de 27 de junio de 2017. Esta decisión tuvo tres votos particulares, firmados por un total de 16 jueces, de 32 que componían el Pleno. La solicitante acudió en amparo al Tribunal Constitucional, que inadmitió el amparo por siete votos contra cuatro. El 26 de octubre de 2020 el Tribunal Europeo de Derechos Humanos admitió a trámite el recurso, pendiente en este momento de su resolución.

#### Protocolo frente al acoso
La Comisión de Igualdad y la Comisión Nacional de Seguridad y Salud de la Carrera Judicial, que presiden los vocales Clara Martínez de Careaga y Juan Martínez Moya, respectivamente, elaboraron conjuntamente, tras haber oído a todas las asociaciones judiciales, el protocolo de actuación frente al acoso sexual, al acoso por razón de sexo, al acoso discriminatorio y al acoso y la violencia en la carrera judicial, aprobado en febrero de 2015 por la Comisión Permanente del Consejo General del Poder Judicial (CGPJ). Con la aprobación del protocolo, el CGPJ se compromete a adoptar una política de "tolerancia cero" ante las manifestaciones de acoso y violencia, sin atender a quien sea la víctima o la persona acosadora, ni cual sea su situación dentro de la organización judicial.

#### Otras actuaciones públicas
Transparencia.- El Consejo General del Poder Judicial presentó el dos de julio de 2014 su Portal de Transparencia, donde cualquier ciudadano puede consultar sus actividades, la ejecución presupuestaria, y la explicación del sistema de control de gastos del CGPJ en relación con la actividad protocolaria y los viajes de sus altos cargos. En los seis primeros meses de este año, los 20 vocales y el presidente, Carlos Lesmes, han efectuado un total de 277 viajes, que han supuesto un desembolso de 95.425 euros. La Vocal Clara Martínez de Careaga, es la única que, según la información facilitada, no ha realizado ningún viaje, ni gastado un euro en dietas o desplazamientos.
Reunión con Susana Díaz.- El 4 de julio de 2014 la Presidenta de la Junta de Andalucía, Susana Díaz, se reunió en el Palacio de San Telmo de Sevilla con tres vocales del Consejo General del Poder Judicial (CGPJ), con las que trató asuntos de igualdad y violencia de género. Las tres vocales que se reunieron con la presidenta fueron Clara Martínez de Careaga, Presidenta de la Comisión de Igualdad del Consejo; Pilar Sepúlveda, miembro del Observatorio de Violencia de Género, y Roser Bach. Durante la reunión, las vocales del CGPJ han informado a la Presidenta andaluza de los trabajos que vienen desarrollando en materia de igualdad y violencia de género. Asimismo, han destacado la importancia de la formación en el ámbito judicial.
Crítica al Presidencialismo y a la falta de renovación de las Comisiones.- En enero de 2015 Clara Martínez de Careaga, junto a otros seis vocales (Roser Bach, Victoria Cinto, Rafael Mozo, Pilar Sepúlveda, Concepción Sáez y Enrique Lucas), se opusieron a la propuesta del Presidente Lesmes de congelar la composición de las Comisiones, reforzando en la Comisión Permanente la mayoría conservadora, y prescindiendo de la representación propuesta por la minoría progresista, sofocando con ello el pluralismo del órgano. Los Vocales progresistas emitieron un duro escrito criticando esta actuación, en el que señalaban: "El mantenimiento de dicha comisión con la misma composición una vez transcurrido un año desde su nombramiento, plazo en el que legalmente debía ser renovada, además de contravenir de forma clara lo dispuesto legalmente, sortea sin sonrojo la letra y el espíritu de una Ley que dejó claramente establecido que el nuevo modelo de Consejo no debía ser presidencialista y que la participación de todos los vocales en la Comisión Permanente quedaría asegurada por su renovación anual".
Recurso al Tribunal Supremo por la actuación del Presidente frente a la solicitud de renovación de la Comisión Permanente.- En abril de 2015 las Vocales del Consejo General del Poder Judicial Clara Martínez de Careaga, Roser Bach, María Victoria Cinto, y Concepción Sáez, anunciaron la interposición de un recurso contencioso administrativo ante el Tribunal Supremo contra las decisiones adoptadas por el presidente en el Pleno del 29 de enero por entender que en la deliberación y votación del Acuerdo referido a la renovación anual de las Comisiones que integran el Consejo General del Poder Judicial se infringieron abiertamente por el presidente las reglas establecidas legal y reglamentariamente para la formación de la voluntad colegiada y las normas de conformación de las Comisiones que integran este órgano constitucional.

## Académica Correspondiente de la Real Academia de Jurisprudencia y Legislación

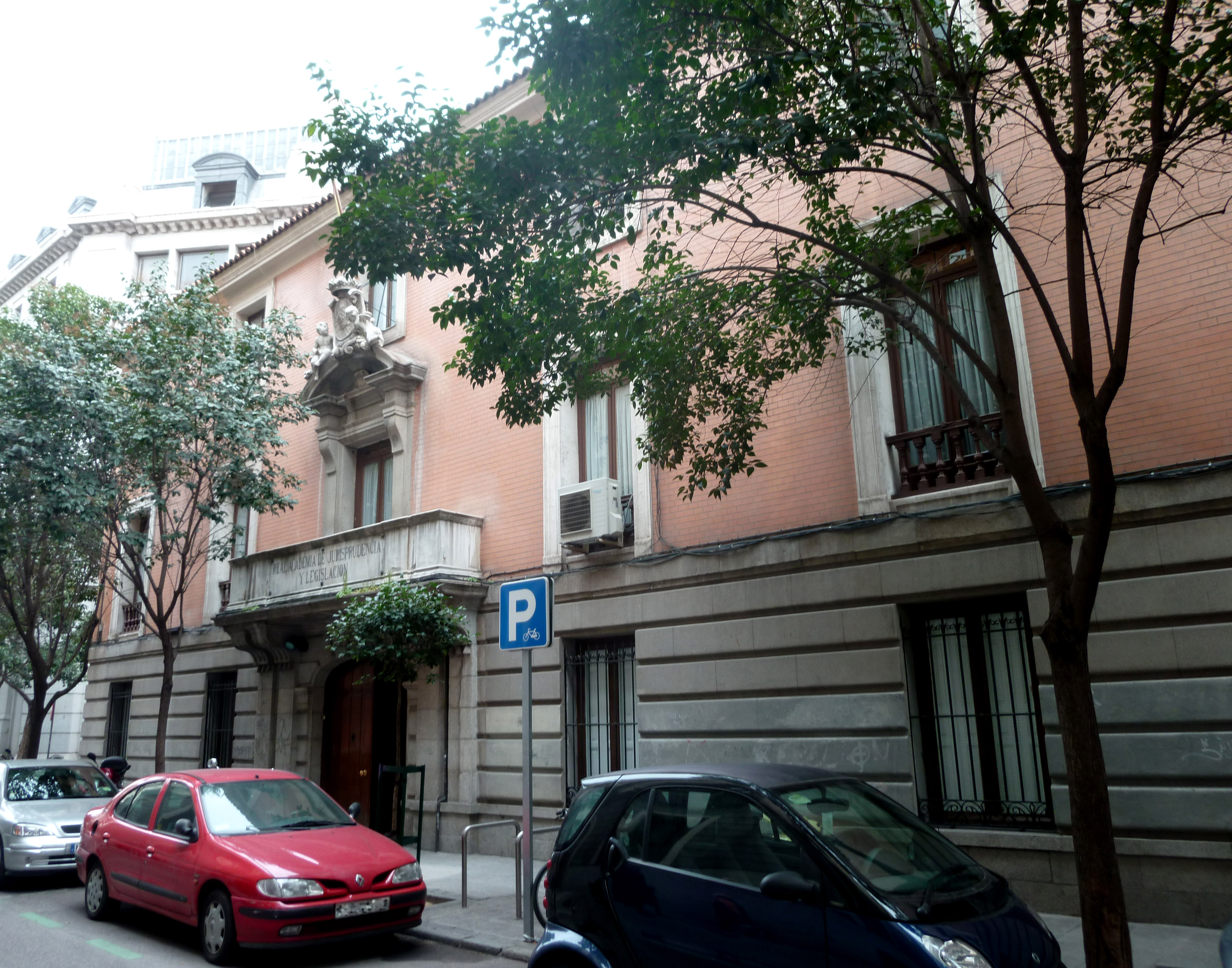
Sede de la Academia, en Madrid.

En marzo de 2014, Clara Martínez de Careaga fue elegida académica correspondiente de la Real Academia de Jurisprudencia y Legislación.

## Comisión Permanente de Género y Acceso a la Justicia de la Cumbre Judicial Iberoamericana
En la Reunión Preparatoria de la XVIII Cumbre Judicial Iberoamericana, celebrada en Montevideo (Uruguay), los días 4, 5 y 6 de agosto de 2014, considerando las candidaturas recibidas, los coordinadores y coordinadoras nacionales de la Cumbre acordaron la designación de las siguientes personas como miembros de la Comisión Permanente de Género y Acceso a la Justicia, figurando en la relación conforme al número de votos recibidos:
1. Clara Martínez de Careaga y García (Magistrada del Tribunal Supremo de España). 2. Olga María del Carmen Sánchez Cordero de García Villegas (Ministra de la Corte Suprema de México). 3. Margarita Leonor Cabello Blanco (Presidenta de la Sala de lo Civil de la Corte Suprema de Colombia). 4. Andrea Muñoz Sánchez (Magistrada del Tribunal Supremo de Chile). 5. Alba Luz Ramos Vanegas (Presidenta de la Corte Suprema de Nicaragua. 6. Zarela Villanueva Monge (Presidenta de la Corte Suprema de Costa Rica). 7. Liana Fioi Matta (Presidenta de la Corte Suprema de Puerto Rico).
Los días 10 y 11 de noviembre de 2014 tuvo lugar en Costa Rica la primera reunión de la Comisión Permanente de Género y Acceso a la Justicia de la Cumbre Judicial Iberoamericana, con asistencia de la Presidenta de la Comisión de Igualdad del CGPJ, Clara Martínez de Careaga. En esta reunión tuvo lugar la elección de la Presidenta de la Comisión Permanente de Género, resultando elegida por unanimidad la Presidenta de la Corte Suprema de Costa Rica, Zarela Villanueva Monge. También se aprobó el Plan de Trabajo 2014-2016, integrado por dos ejes: a) acciones dirigidas al interior de la Cumbre Judicial Iberoamericana y b) recomendaciones dirigidas a los poderes judiciales de los países iberoamericanos; ambos con el objetivo de lograr la incorporación y transversalización de la perspectiva de género en la impartición de justicia.
La Comisión fijó como líneas de actuación el análisis, creación e impulso de acciones dirigidas a fortalecer áreas como las de la violencia doméstica, y de género, discriminación, trata de personas y otros delitos de crimen organizado con componente de género, como la trata de seres humanos para explotación sexual; además se acordó compartir las buenas prácticas que tienen otros países en la lucha por la igualdad de género, que puedan ser replicadas por los demás miembros de la Cumbre Judicial Iberoamericana. A través de las iniciativas, la comisión pretende sensibilizar y formar a quienes imparten justicia para promover ambientes laborales libres de violencia, discriminación en razón del sexo y prevenir el acoso sexual y laboral. El Plan de Trabajo incluye también la promoción de la igualdad de oportunidades por medio de capacitación para el personal judicial, la investigación y la elaboración de diagnósticos e informes de impacto de género que servirán de herramienta para identificar y poder restablecer desequilibrios entre sexos.

### Primer Encuentro Iberoamericano sobre Igualdad de Género e Impartición de Justicia
Los días 15 y 16 de octubre de 2015 se reunieron en México los titulares de Cortes Supremas y Consejos de Judicatura o de Magistratura de Iberoamérica en el Primer Encuentro Iberoamericano sobre Igualdad de Género e Impartición de Justicia para debatir sobre la importancia de convertir el principio abstracto de igualdad de género en una realidad cotidiana a través de sus resoluciones. "Nuestro gran desafío (...) es lograr la incorporación de la perspectiva de género como un eje transversal e indispensable dentro del quehacer de la administración de justicia de los países de Iberoamérica", afirmó la Presidenta de la Corte Suprema de Costa Rica, Zarela Villanueva. A esta reunión asistió Clara Careaga, como representante de España en la Comisión Permanente de Género.
En el marco de este evento, se realizó la Tercera Reunión Ordinaria de la Comisión Permanente de Género y Acceso a la Justicia, con la participación de las Magistradas que integran la Comisión, entre ellas Clara Martínez de Careaga, Magistrada del Tribunal Supremo de España. Dentro de la sesión, se acordó que la Comisión rendirá un informe en la Reunión Preparatoria de la XVIII Edición de la Cumbre, que se celebrará en Andorra en el próximo mes de diciembre. Además, se aprobó la Carta de Entendimiento entre ONU Mujeres, la Secretaría General Iberoamericana (SEGIB) y la Comisión Permanente de Género y Acceso a la Justicia, con el fin de establecer, afianzar y coordinar las líneas de cooperación entre las instancias involucradas, con el fin de apoyar el trabajo de esta Comisión.

## Publicaciones
Clara Martínez de Careaga ha participado como ponente en diversas Jornadas y Congresos profesionales sobre temas de su especialidad, el derecho urbanístico. Es autora de la obra La licencia urbanística. El estado de ruina. Cuadernos de Derecho Judicial, 1992.
En su calidad de presidenta de la Comisión de Igualdad del Consejo General del Poder Judicial también ha sido coordinadora de los libros colectivos "Guía de criterios de actuación judicial en materia de custodia compartida", Madrid 2020 y "Guía de criterios de actuación judicial frente a la Trata de seres humanos", Madrid 2018.